# 汤须姬蜂属
汤须姬蜂属（学名：Townostilpnus）是姬蜂科的一属。

## 下属物种
本属包括以下物种：
- Townostilpnus chagrinator Aubert, 1961
- Townostilpnus rufinator Aubert, 1961